# Carcassonne (spel)
Carcassonne is een bordspel en designer game waarbij het bord in de loop van het spel gevormd wordt. Het spel werd bedacht door Klaus-Jürgen Wrede, en wordt in België en Nederland uitgegeven door 999 Games. Het spel kan gespeeld worden door 2 tot 5 spelers. 
Het doel van Carcassonne is om zo veel mogelijk punten te scoren door horigen (voorgesteld door kleine houten poppetjes) op strategische wijze op een weg, een weiland, stad of klooster te plaatsen.
Het normale speelbord bestaat uit 72 landtegels. Verdere uitbreidingssets bevatten meer tegels, zodat het speelbord verder uitgebreid kan worden. Een tegel meet 4,5 bij 4,5 cm. Op elke tegel van het standaardspel staat minstens een klooster of een stukje van een stad, weiland of weg.

## Spelverloop
Er wordt gestart met een vaste starttegel. Om beurt leggen de spelers een landtegel aan. Een aangelegde landtegel moet grenzen aan minimaal één andere landtegel. Een grens moet bestaan uit meer dan één raakpunt, er mogen dus geen tegels met de hoeken aan elkaar grenzen. Ook moeten alle grenzen 'kloppen': een weiland moet grenzen aan een weiland, een stad aan een stad, een weg aan een weg zonder een stad of weg te onderbreken. 

### Horige plaatsen
Wanneer een speler een landtegel aanlegt mag hij op die tegel, en enkel op die tegel, een horige plaatsen. Hij moet kiezen op welk deel van de landtegel hij de horige plaatst: op het weiland, de weg, de stad of het klooster. De speler mag er ook voor kiezen geen horige te plaatsen. Er mogen geen horigen geplaatst worden op wegen of steden die zijn afgewerkt door het leggen van de landtegel. De speler mag ook geen horige plaatsen op een weiland, weg of stad waar al een horige staat. Doordat bijvoorbeeld twee afzonderlijke wegen later in het spel aan elkaar kunnen groeien, kan het wel voorkomen dat in een later stadium toch meerdere horigen op dezelfde weg, weiland of stad komen te staan.
Is een pion eenmaal geplaatst, dan kan hij enkel nog teruggenomen worden door de stad, weg of het klooster volledig af te bouwen. Horigen in weides ('boeren' genoemd) kan men niet meer terugkrijgen in hetzelfde spel (met de uitbreiding "De Toren" is dit wel mogelijk, zij het op een ietwat omslachtige manier). Er zijn standaard slechts zeven horigen per speler. Dit is weinig en het is dus van belang goed doordachte, tactische keuzes te maken bij het al dan niet plaatsen van de horigen. 

### Het verkrijgen van punten
Wanneer er meer landtegels aangelegd worden, raakt een weiland, weg, stad of klooster op een gegeven moment "af", dat wil zeggen volledig gebouwd. Als een weg, stad of klooster afgebouwd is, wordt de horige die daar op geplaatst is eraf gehaald en krijgt de bijbehorende speler punten. De speler kan deze horige eventueel later opnieuw inzetten. Horigen in een weiland blijven tot het eind van het spel staan. Een klooster is af wanneer het omringd is door acht aan het klooster grenzende tegels. Een weg is af wanneer hij een duidelijk begin en einde heeft (bv. een kruispunt, stad of klooster). 
Voor elk wegdeel (elke tegel waar de weg over loopt) krijgt de speler 1 punt. Wanneer een cirkelvormige weg wordt gevormd krijgt de speler zoveel punten als de tegels dat de weg beslaat. Oneindige wegen bestaan dus niet.
Een stad is af als deze geheel omringd is door een stadsmuur en geen lege plekken meer kent binnen de muren. Elke landtegel die deel uitmaakt van de stad, levert twee punten op. Een stadstegel met een klein wapenschildje erop levert twee extra punten op. 'Kleine steden', die bestaan uit twee tegels met telkens aan één zijde van de tegel een stadsdeel, tellen maar als twee punten.
Wanneer er zich horigen van meerdere spelers op dezelfde weg of in dezelfde stad bevinden krijgt alleen de speler met de meeste horigen op die weg/in die stad de punten. Hebben twee of meer spelers evenveel horigen op een weg/in een stad en niemand anders heeft er meer dan krijgen zij allen het volledig aantal punten (berekend alsof er maar een iemand op zou staan). 
Een afgebouwd klooster levert negen punten op voor de speler wiens horige in het klooster staat.

### Weilandenregels
Variant 1, de moeilijkste variant maar wel de originele regels
Weilanden leveren punten op voor de afgebouwde steden die zich in dat weiland bevinden. Een stad bevindt zich in een weiland als het weiland direct aan de stad grenst. Per stad wordt geteld hoeveel horigen ("boeren") van elke speler zich bevinden in aangrenzende weilanden. De speler die de meeste boeren aan een stad heeft grenzen, krijgt 4 punten voor die stad. 
Indien wordt gespeeld met de uitbreidingsset waarin een boerderij kan worden geplaatst gelden afwijkende spelregels:
- Bij het plaatsen van de boerderij geldt dat per direct de speler die de meeste boeren aan een stad heeft grenzen, 3 punten krijgt voor die stad. Alle horigen worden op dat moment weg genomen.
- Als een weide tijdens het spel wordt aangesloten aan een weide waarin zich een boerderij bevindt, geldt dat per direct de speler die de meeste boeren aan een stad heeft grenzen, 1 punten krijgt voor die stad. Alle horigen worden op dat moment weg genomen.
- Aan het eind van het spel krijgt de speler die een boerderij in een weide die aan een stad grenst 4 punten voor die stad.

Variant 2, in het Duits is de regel van de weilanden versimpeld
Per weiland kijkt men wie er de meeste boeren in heeft staan. De speler(s) die de meeste boeren hebben krijgen per stad die in hun wei liggen 3 punten. Later, bij een uitbreiding, kan dit opgetrokken worden naar 4 punten per stad.
Bij beide varianten worden de punten voor de weilanden echter pas helemaal op het einde van het spel berekend.

### Einde van het spel
Het spel eindigt wanneer alle landtegels neergelegd zijn. Nu leveren ook niet-afgebouwde wegen, steden en kloosters punten op en worden de punten van de weilanden geteld. Niet volledig afgebouwde wegen en steden leveren een punt op voor elke landtegel die deel uitmaakt van de weg of stad. Het wapenschildje in een stad levert nu slechts een punt per wapenschild op. De punten gaan ook nu naar de speler die de meeste horigen op een weg/in een stad heeft staan. Bij gelijke hoogste aantallen krijgen ook nu alle spelers het aantal punten dat hij/zij zou krijgen wanneer hij/zij de enige was met horigen op die weg of in die stad (net zoals met afgebouwde wegen en steden). Een onafgewerkt klooster levert een punt op voor elke landtegel die er aan grenst, inclusief de landtegel met het klooster zelf (in principe is dit hetzelfde aantal punten dat men krijgt voor een klooster tijdens het spel; aangezien er dan acht tegels aan grenzen + het klooster zelf = negen punten).
De speler die aan het eind van het spel de meeste punten heeft, heeft gewonnen.

## Uitbreidingen

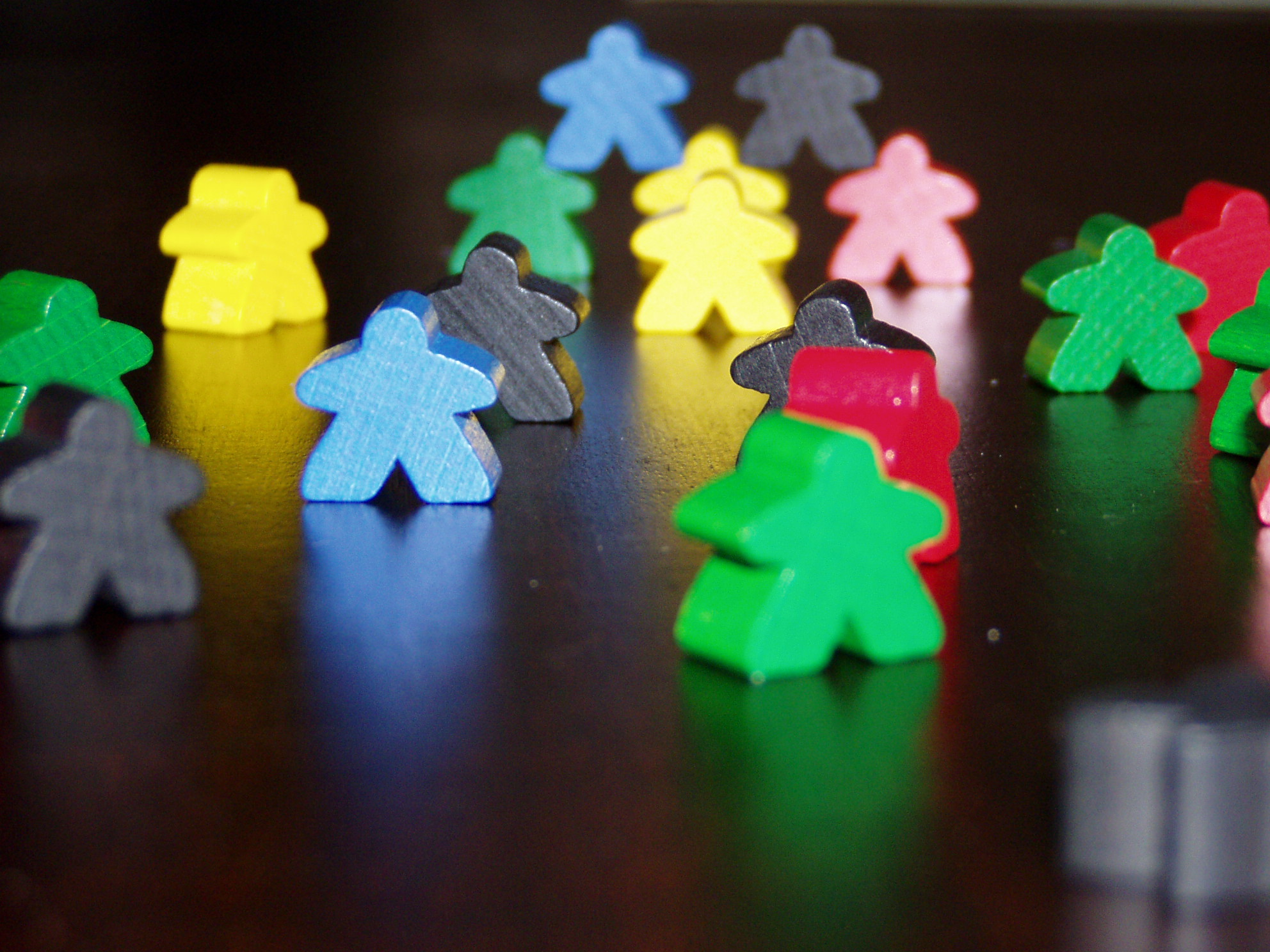
Horigen in meerdere kleuren

Afhankelijk van welke verschillende uitbreidingen er gebruikt worden, kan het verloop van het spel een stuk ingewikkelder worden. Elke uitbreiding voegt zijn eigen set van regels toe. De verschillende uitbreidingen zijn:

### 1. Carcassonne: Kathedralen en Herbergen
Bevat:
- Hoofdmannen, tellen als twee horigen.
- Horigen in een nieuwe kleur, waardoor men het spel dus met zes spelers kan spelen.
- Achttien nieuwe landtegels met onder andere
  - Herbergen: een weg met herberg telt dubbel wanneer hij is afgebouwd, onafgewerkt telt de herberg niet mee, en
  - Kathedralen: een stad met kathedraal telt drie punten per tegel/wapenschild wanneer afgebouwd, onafgebouwde steden met kathedraal krijgen niks.

Met deze uitbreiding kan het spel met maximaal zes personen gespeeld worden. In de oude stijl bevat deze uitbreiding ook de miniuitbreiding De rivier. De rivier (twaalf tegels groot) vervangt de enkele standaard starttegel en wordt dus meteen in het begin gelegd, nog voor het spel begint. In de vernieuwde versie zit De Rivier al bij het basisspel.

### 2. Carcassonne: Kooplieden en Bouwmeesters
Bevat:
- 24 nieuwe landtegels.
- Bouwmeesters; geven een extra beurt wanneer hij aanwezig is in een stad/weg waaraan nog gebouwd wordt.
- Varkens; een weiland krijgt vijf of vier punten per afgebouwde stad in plaats van vier of drie (afhankelijk van de regels die men volgt).
- Nieuwe regels: met het afbouwen van steden kunnen handelswaren worden verdiend; een meerderheid in elke soort handelswaar levert aan het eind tien extra punten op.

### 3. Carcassonne: De Draak, de Fee en de Jonkvrouw
Bevat:
- Dertig nieuwe landtegels
- Een houten draak
- Een houten fee

De derde grote uitbreiding voor Carcassonne met 30 nieuwe landtegels met daarop onder andere vulkanen. Horigen worden verleid door de Jonkvrouw en kunnen worden opgegeten door de Draak. De Fee kan bescherming bieden tegen de Draak. 'Magische poorten' geven de mogelijkheid horigen te teleporteren naar een vrije, eerder gelegde tegel.

### 4. Carcassonne: De Toren
De vierde grote uitbreiding voor Carcassonne met:
- 18 nieuwe landtegels die allen een klein torentje bevatten.
- 30 torenblokjes
- Een grote kartonnen toren die dient als kaartenhouder.

Spelers kunnen torens bouwen op die 18 nieuwe tegels en horigen inzetten als torenwachters. In die torens kunnen ze dan vijandelijke horigen uit aangrenzende vakjes gevangennemen.

### 5. Carcassonne: Burgemeesters en Abdijen
Bevat: 
- Twaalf nieuwe landtegels
- Zes heren-boerderijen
- Zes abdijen
- Zes burgemeesters
- Zes huifkarren

Aan het begin van een spel krijgt iedere speler een houten herenboerderij, een houten transportwagen, een houten burgemeester en een Abdij (niet te verwarren met de abdijen van de miniuitbreiding "De kloosters", welke ook abdijen bevat). Abdijen zijn tegels die op elk moment van het spel, als een speler aan de beurt is, gespeeld kan worden in plaats van een normale tegel. De abdij kan overal geplaatst worden, mits het aan alle vier zijden grenst aan een andere tegel. Deze tegel zorgt ervoor dat gaten opgevuld kunnen worden en onmogelijke steden toch afgebouwd kunnen worden. Daarnaast mag de abdij nog als een klooster geclaimd en geïncasseerd worden. De burgemeester is een horige die gebruikt kan worden op steden. Zijn waarde in normale horigen is gelijk aan het aantal schildjes in een stad. De herenboerdeij mag in een beurt geplaatst worden op het kruispunt van vier tegels, mits de tegel op die hoeken weiland heeft. Daar blijft hij staan. Bij het neerzetten van een herenboerderij worden meteen de boeren die al in het weiland liggen geteld volgens de gebruikelijke manier. Er mogen geen boeren meer in het weiland gelegd worden, en weilanden waar al boeren liggen die verbonden worden moeten ook ontruimd worden, nu met maar één punt per stad. Aan het einde van het spel krijgt de speler met de herenboerderij per stad in het weiland vier punten. Transportwagens gelden als normale horigen, alleen mogen ze na het incasseren van een afgebouwd project meteen verplaatst worden naar een aangrenzend onbezet project.

### 6. Carcassonne: Graaf, Koning en consorten
Bevat:
- 36 landtegels
- Een graaf

Deze uitbreiding bevat vier mini-uitbreidingen, waaronder een aantal die eerder als promotieproducten zijn uitgegeven: "De Graaf van Carcassonne", "De Rivier II" en "Koning & Roofridder". De vierde miniuitbreiding heet "Cultusplaatsen & Ketters".

### 7. Carcassonne: De Katapult
Deze uitbreiding is begin september 2008 verschenen in Duitsland. De uitbreiding bevat 12 tegels met een kermis en 24 tokens. Als je een kermistegel aanlegt, wordt er een Katapult-Ronde gespeeld.
In deze zevende uitbreiding op Carcassonne, de Katapult, werden meeples door een houten speelstuk op het speelveld gelanceerd. Achteraf bleek dit eigenlijk niet meer dan een gimmick, niet echt in de geest van Carcassonne. Vandaar dat de Katapult niet meer wordt gemaakt.

### 8. Carcassonne: Bruggen, Burchten en Bazaars
Bevat:
- Twaalf nieuwe landtegels
- Twaalf houten bruggen
- Twaalf fiches met een burcht.

Op de 12 landtegels is elk een markt afgebeeld. Wanneer een dergelijke landtegel wordt aangelegd, volgt een "marktdag." Dit houdt in dat er evenveel tegels worden getrokken als er spelers zijn. Elk van de spelers mag nu een van de getrokken tegels bij opbod "verkopen" voor een aantal punten. Daarna kan hij beslissen om de tegel werkelijk te verkopen, of om ze zelf bij te houden en het aantal punten af te staan aan de speler met het hoogste bod. (In de simpelere variant mogen de spelers gewoon om de beurt een van de getrokken tegels aanleggen).
De bruggen maken het mogelijk om een weg over een stad, rivier, klooster of andere weg te laten lopen.
De burchten maken het mogelijk mee te profiteren van een afgewerkt project (eventueel van een andere speler) in de nabijheid van de burcht.

### 9. Carcassonne: Schapen en Heuvels
Bevat:
- Achttien nieuwe landtegels
- Achttien schaaps- en wolfsfiches
- Een buidel
- Zes herders

Op de fiches staan 1, 2, 3 of 4 schapen. Als men de herder (een nieuw poppetje) neerlegt dan mag men een nieuwe schaap pakken. Wanneer het weiland wordt uitgebreid waar de herder in ligt dan mag er gekozen worden: of men rekent de schapen af in punten of men pakt nieuwe schapen. Tussen de schapen zitten twee fiches met wolven, als die gepakt worden moeten alle schapen weer ingeleverd worden. Op de nieuwe tegels staan soms ook wijngaarden of heuvels, wijngaarden geven een bonus van 3 punten aan elk klooster in de directe omgeving dat wordt afgebouwd, heuvels geven horigen op die tegel een voordeel bij een gelijke hoeveelheid horigen als er bijvoorbeeld een stad afgebouwd wordt.

### 10. Carcassonne: Het Circus
Bevat:
- Twintig nieuwe landtegels
- Zestien dierfiches
- Een circustent
- Zes circusdirecteuren

### Miniuitbreidingen
- De Rivier:

Dit is de eerste miniuitbreiding en werd weggeven op het 10e Spellenspektakel in 2001. De rivier bestaat uit 12 landschapskaartjes en vervangt de starttegel. Aan het begin van het spel wordt eerst de rivier neergelegd. Tevens werd deze miniuitbreiding standaard meegeleverd bij 'De Uitbreiding'.
- Koning & Verkenner:

Deze tweede miniuitbreiding bestaat uit 12 tegels, 7 voor Carcassonne en 5 voor Jagers & Verzamelaars. Wanneer deze uitbreiding in combinatie met het basisspel wordt gespeeld, levert het afbouwen van de grootste stad en weg op het eind punten op, 1 punt voor elke afgemaakte stad of weg. Deze uitbreiding is in Nederland beschikbaar in de set "Graaf, Koning en Consorten".
- De Graaf:

De derde miniuitbreiding met 12 nieuwe tegels erin. De tegels vervangen de starttegel en vormen de stad Carcassonne waar het spel omheen gebouwd wordt. De Graaf verandert het spel wezenlijk doordat de stad Carcassonne als een soort 'bufferfunctie' voor horigen gaat dienen. Horigen kunnen erin geplaatst worden om later op andere plaatsen op het speelveld ingezet te worden. Dat maakt het spel nog een stuk strategischer. Deze uitbreiding is in Nederland beschikbaar in de set "Graaf, Koning en Consorten".
- De Katharen:

Deze uitbreiding is een collector's item, bestaande uit vier landtegels. Ze is speciaal uitgegeven bij het Duitse Spielbox-magazine van oktober 2004 en er zijn een beperkt aantal exemplaren van gemaakt. In Nederland is De Katharen nooit uitgegeven. De uitbreiding maakt het mogelijk om steden te belegeren en draait om het katharisme. De miniuitbreiding 'War/Siege' is een hernieuwde uitgave van de Katharen. De tegels zelf verschillen (een verwoeste muur in de Katharen en belegerde stad in 'War/Siege'), maar de regels zijn hetzelfde.
- De Rivier 2:

De vijfde miniuitbreiding met twaalf landtegels. Dit is de opvolger van De rivier. De rivier 2 is te combineren met De rivier en de andere uitbreidingen. Door het toevoegen van de De Rivier 2 ontstaat er een langere rivier met een T-splitsing. Deze uitbreiding is in Nederland beschikbaar in de set "Graaf, Koning en Consorten".
- De Mini-Expansion:

Deze miniuitbreiding heet gewoon "Mini-Expansion" (miniuitbreiding) en is niet in Nederland of België te koop. Deze uitbreiding zat bij het spellenmagazine 'Games Quarterly Magazine' (nr. 11/2006). Dit is een Amerikaans magazine over (bord)spellen. Deze miniuitbreiding brengt niks nieuws in het spel en bestaat uit negen landtegels die al in eerdere uitbreidingen zaten plus drie nieuwe: De bron met weg, een klooster met vier wegen en een kaart met alleen maar weiland met in het midden in een varkensstal.
- Cultusplaatsen en Ketters:

Deze miniuitbreiding bestaat uit 5 landtegels. Op deze tegels staat telkens een heiligdom. Als je een horige op een heiligdom zet wordt hij Ketter genoemd. Voor een heiligdom gelden dezelfde regels als voor een klooster. Er zijn wel een aantal belangrijke nieuwe regels. Zo mag je een heiligdom niet in de buurt leggen van twee of meer kloosters of omgekeerd. Eén heiligdom in de buurt van een klooster mag echter wel. Zijn zowel een klooster als het aangrenzende heiligdom bezet door een horige (een Monnik en Ketter) dan is er een "Uitdaging". Wie als eerste zijn klooster of heiligdom afbouwt krijgt de punten en recupereert zijn horige. De andere krijgt geen punten, maar recupereert wel zijn horige.
Spielbox heeft een Almanak uitgebracht van 25 jaar Hans-im-Glück, de Duitse uitgever. Als extraatje zat deze uitbreiding erbij.
Deze uitbreiding is in Nederland beschikbaar in de set "Graaf, Koning en Consorten". 
- Cult, Siege and Creativity:

De uitbreiding Cult, Siege & Creativity bestaat uit een aantal nieuwe tegels en tegels uit een eerdere uitbreiding. Het 'Cult'-deel omvat de tegels met heiligdommen uit 'Heiligdommen en Ketters'. In deze uitbreiding zitten echter zes heiligdommen in plaats van vijf. Dankzij deze uitbreiding ontstaat er een soort van competitie tussen kloosters en heiligdommen. Het 'War'-deel is de miniuitbreiding de Katharen in een nieuw jasje. Het omvat vier tegels van een belegerde stad (waardoor een stad minder punten waard wordt bij aanleg). Het 'Creativity'-gedeelte bestaat uit twee blanco tegels (de achterkant is wel bedrukt), waarmee de fanatieke speler zelf twee unieke tegels kan maken. Deze uitbreiding is in België enkel verkrijgbaar in het Engels.
- De Tunnel:

Deze miniuitbreiding werd in Duitsland meegeleverd bij het spellentijdschrift Spielbox (2009/6). Hij bestaat uit 4 tegels met afbeeldingen van tunnels erop. Per speler werden er 2 fiches meegeleverd. Met behulp van een tunnel kon een straat zo gezegd "onder het speelbord" doorlopen.
- De Pest:

Deze miniuitbreiding werd eveneens in Duitsland uitgebracht bij het tijdschrift Spielbox (2010/6). Hij bestaat uit 6 tegels (de pesthaarden) en 18 fiches (vlo-fiches). Met deze uitbreiding kan er dood en verderf worden gezaaid in Carcassonne. Met deze uitbreiding wordt het spel tactischer. 
- Het Feest:

Deze miniuitbreiding bestaat uit 10 landschapstegels met het 10-jarig feestsymbool. Het Feest is enkel uitgegeven bij de 10-jarige jubileumeditie van het basisspel.
Als je een tegel met feestsymbool trekt, kan je kiezen of je zoals normaal een horige zet, een eigen horige terugneemt vanuit het spel of geen horige plaatst. Als je de uitbreiding De Toren speelt, mag je wel geen gevangen horige bij een andere speler terugnemen.
- De Volgeling:

Deze uitbreiding bestaat uit zes horigen van transparant materiaal. Een in elke kleur.
Na het plaatsen van de "gewone" horige mag een speler zijn fantoom als 2e horige op dezelfde tegel plaatsen, met inachtneming van de gewone regels.
- De School:

Werd als  mini-uitbreiding (twee kaarten) uitgebracht op Spiel 2011, samen met de nieuwe Dominion-promotiekaart "Carcassonne" / "Walled Village". Ze vieren samen met deze uitbreidingen tien jaar Carcassonne en terwijl profiteren ze ook om het schoolbouwproject van Rainbow Over Ghana te steunen door een deel van de opbrengst aan die inspanning te doneren.
- 6 (of 7) miniuitbreidingen:

Tijdens de spellenbeurs in het Duitse Nürnberg presenteert uitgever Hans im Glück een 6-tal miniuitbreidingen voor het spel. Elke uitbreiding heeft een andere invloed op het spel. Rond juni 2012 komt de Nederlandse uitgever (999 games) met deze uitbreidingen, uiteraard in het Nederlands. De 6 miniuitbreidingen zijn genaamd "De Vliegtuigen", "Nieuwsberichten", "De Veerboten", "De Goudmijnen", "Tovenaar en Heks" en "De Rovers". In elke miniuitbreiding zit 1 landtegel van een 7e mini-uitbreiding: "De Graancirkels". Deze 7 uitbreidingen zijn ook terug te vinden in de Nederlandse Big-Box.
- De Kloosters:

Van deze miniuitbreiding bestaan er twee, één met Kloosters uit Duitsland en één met Nederlandse en Belgische kloosters. Deze miniuitbreiding bevat zes tegels met op elk een Duits klooster, die de zes kloosters uit het basisspel vervangen. Deze uitbreiding is in Nederland beschikbaar in de nieuwe (2014) uitgave van het basisspel. Daarnaast is deze uitbreiding los verkrijgbaar via de webshop van 999-games. De Nederlandse uitgave bevat afbeeldingen van kloosters in Nederland en België.
- De Halflingen:

Van deze miniuitbreiding bestaan er twee. Eén uitgebracht door CundCo, de ander door Spielbox. Iedere versie heeft 12 driehoekvormige tegels. Iedere speler krijgt er twee op het begin van het spel en mogen deze op een bepaald moment in het spel in het spel leggen.
- Kastelen

Deze miniuitbreiding, in 2015 uitgegeven in het Duits door CundCo, bevat zes dubbele tegels met een afbeelding van een bekend Duits kasteel.

### Onofficiële uitbreidingen
Er zijn ook een hele hoop onofficiële uitbreidingen voor Carcassonne te vinden op internet. De onofficiële uitbreidingen hebben erg uiteenlopende thema's. Voorbeelden van thema's zijn "magie", "bos, water en bergen" of "handel".

### Carcassonneboxen
Carcassonnebox
Omdat de zak, de toren en de gewone doos te klein zouden worden als er nog een nieuwe uitbreiding kwam, was dit handig. In de Carcassonnebox kunnen alle uitbreidingen die hier staan + het basisspel en de kaartjes met de codes van de computergame.
Big box 1 (Duits)
Dit is een Carcassonnebox met het basisspel, De Uitbreiding, Kooplieden & Bouwmeesters, De Draak, De Fee & De Jonkvrouw en De Toren er in. Dit is dus het basisspel met de eerste vier uitbreidingen in 1 keer.
Deze box is niet in het Nederlands uitgekomen en er zijn ook nog geen plannen om deze uit te brengen.
Big box 2 (Duits)
Ook in Duitsland is er een big box, die het basisspel en de vijf 'beste' uitbreidingen bevat, deze zijn De Uitbreiding, Kooplieden en Bouwmeesters, De Burchtvrouwe en de Draak, Abdij en Burgemeester en Graaf, Koning en Consorten. Deze box bevat dus vijf uitbreidingen boven op het basisspel en is dus anders dan de Nederlandse big box.
Big box 3 (Duits)
In 2010 verscheen er opnieuw een big box met vijf uitbreidingen met licht gewijzigde inhoud.
Big box (Nederlandse versie)
In 2013 verscheen een Nederlandse big box. Deze bevat naast het basisspel de volgende negen uitbreidingspellen: De Uitbreiding, Kooplieden & Bouwmeesters en de miniuitbreidingen De Vliegtuigen, Nieuwsberichten, De Veerboten, De Goudmijnen, Tovenaar en Heks, De Rovers en De Graancirkels.
Big box 2 (Nederlandse versie)
In 2014 verscheen een tweede Nederlandse big box. Deze bevat het basisspel en de volgende uitbreidingen: De Uitbreiding, Kooplieden & Bouwmeesters, Het Rad van Fortuin, De Rivier en Schapen & Heuvels. Daarnaast bevat het roze en paarse speelstukken voor 7 of 8 spelers.

### Carcassonne de computergame
In het computerspel zaten rivierkaarten waar de codes van het spel op staan. Bij het installeren moest men die codes invoeren. Die codes kunnen eventueel met het bordspel worden gecombineerd.

## Varianten
Naast de uitbreidingen, zijn ook enkele varianten uitgebracht:

### 1. Jagers en Verzamelaars
Dit is een prehistorische variant op Carcassonne.
Van deze variant zijn er twee uitgaves:
- De eerste editie  (2002)[1], ontworpen door Klaus-Jürgen Wrede.
  - Hiervoor is een kleine uitbreiding uitgebracht de Verkenner (Koning & Verkenner).
- De tweede editie (2020)[1], ontworpen door Klaus-Jürgen Wrede en Bernd Brunnhofer.

### 2. Carcassonne, de burcht
Dit is een variant voor twee personen, ontworpen door Reiner Knizia op basis van het originele spel. Een gedeelte van het speelveld (de burchtmuur) is vast. Binnen dit speelveld moeten alle tegels worden neergelegd. In plaats van weilanden, steden, wegen en kloosters, zijn er nu marktplaatsen, torens, huizen en wegen.

### 3. Carcassonne, de stad
Dit is een variant voor twee tot vier personen. Naarmate het spel vordert wordt hierbij de stadsmuur gebouwd. Als deze gesloten is, is het spel beëindigd.

### 4. Carcassonne, Overzee
Dit is een variant op het basisspel, waarbij de landschapskaarten land, bergen en zeeën vormen. Ook is de puntentelling anders.

### 5. The Ark of the Covenant
Dit is een variant op het basisspel met een religieus sausje overgoten. Binnen het spel zijn er ook kleine wijzigingen. Enkel in het Duits of Engels verkrijgbaar.

### 6. Carcassonne Reisversie
Dit is het basisspel, alleen zijn de tegels en de horigen in een kleiner formaat. Alles zit in een stoffen zak die tevens als scorebord dient.

### 7. Mayflower (D)/New World (GB)
Hier gaat men op onderzoek in het net ontdekte Amerika. Men komt aan op de oostkust en gaat naar de westkust.

### 8. Das Schicksalsrad/Het rad van fortuin
Carcassonne Rad van Fortuin is een variant op het basisspel. Het spel bevat naast alle tegels uit het basisspel een nieuwe starttegel, het rad van fortuin. Wie het basisspel al kent, zal dit spel gemakkelijk leren. Het Rad van Fortuin voegt namelijk maar een paar eenvoudige spelregels toe, die het spel echter wezenlijk anders maken. Deze versie van het basisspel kan uitstekend met alle andere bestaande uitbreidingen op Carcassonne gecombineerd worden.

### 9. Carcassonne Junior
Dit is een bewerking van het bekende basisspel. Deze versie is geschikt voor spelers vanaf 4 jaar.

### 10. Cardcassonne
Kaartspelvariant van het bekende Carcassonne. De spelers leggen kaarten in vier verschillende kleuren aan de vier scoreborden en claimen een serie kaarten door het zetten van een horige. De verzamelde kaarten leveren op verschillende manieren punten op.

### 11. Carcassonne, Het Dobbelspel
Eenvoudig vlot dobbelspel, gebaseerd op het bekende legspel Carcassonne. Speelduur: ongeveer 10 minuten.

### 12. Carcassonne, Stille Zuidzee
In Carcassonne Stille Zuidzee zijn tussentijdse puntentellingen op een scorespoor verleden tijd. Bij het afbouwen van een project ontvang de speler nu goederen, die in bepaalde combinaties aan een schip moeten geleverd. Deze schipfiches zijn aan het einde van het spel punten waard. Verder zijn de spelregels vrijwel gelijk aan die van het basisspel. Een ervaren Carcassonnespeler hoeft uitsluitend de kleine verschillen door te nemen.

### 13. Carcassonne, Amazone
In deze variant van het spel worden niet alleen dorpen gebouwd maar vaart men ook met een boot over de Amazone om punten te verdienen. Daarnaast kan men punten halen door dieren te verzamelen door grond eigen te maken in de jungle.

### 14. Carcassonne, Goudkoorts
In deze variant is het de bedoeling om zoveel mogelijk goud te verzamelen. Ook kunnen er punten worden behaald voor het leggen van spoorwegen en het verzamelen van paarden.

### 15. Carcassonne, Star Wars
In deze variant is het de bedoeling om handelsroutes te vormen, planeten te veroveren, en worden asteroïdenvelden onderzocht. Horige worden ingezet als handelaar, onderzoeker of veroveraar en zo kan men punten verzamelen.

### 16. Carcassonne, Door Berg en Dal
In deze variant wandelt de speler door een prachtig landschap vol graanvelden, zonnebloemen en fruitbomen. Punten worden behaald door rond te trekken, te oogsten en dieren te verzamelen.

### 17. Carcassonne, Safari
Deze variant speel zich af in de Afrikaanse steppe. Daar komt men bosjes, dierenpaden en apenbroodbomen tegen. Door dieren te verzamelen kan met extra punten verdienen.

### 18. Carcassonne, De Mist
In deze variant moeten de spelers samenwerken om te winnen. De spelers moeten samen opdrachten voltooien om te winnen en moeten ervoor zorgen dat de geesten niet de overhand nemen in het spel. Deze variant kan gecombineerd worden met het basisspel en andere uitbreidingen. 

## Carcassonne nieuwe stijl vanaf 2016
Vanaf 2016 verscheen Carcasonne nieuwe stijl en zowel basisspel als uitbreidingen steken in een nieuw jasje. Hierbij een overzicht van alle beschikbare dozen :
- Basis spel inclusief de mini-uitbreidingen "De Rivier" en "De Abt"
- 1. Carcassonne: De Uitbreiding heet nu Kathedralen & Herbergen
- 2. Carcassonne: Kooplieden & Bouwmeesters
- 3. Carcassonne: De Draak, de Fee & de Jonkvrouw
- 4. Carcassonne: De Toren
- 5. Carcassonne: Burgemeesters & Abdijen
- 6. Carcassonne: Graaf, Koning & Consorten
- 7. De Katapult: In deze zevende uitbreiding op Carcassonne, de Katapult, werden meeples door een houten speelstuk op het speelveld gelanceerd. Achteraf bleek dit eigenlijk niet meer dan een gimmick, niet echt in de geest van Carcassonne. Vandaar dat de Katapult niet meer wordt gemaakt.
- 8. Carcassonne: Bruggen, Burchten en Bazaars
- 9. Carcassonne: Schapen & Heuvels
- 10. Carcassonne:  Het Circus

Alle officiële uitbreidingen zijn ook genummerd.

### Carcassonne: Big Box (2017)
Deze verzamelbox bestaat uit het basisspel en liefst 11 uitbreidingen : Kathedralen & Herbergen, Kooplieden & Bouwmeesters, De Abt, De Rivier, De Vliegtuigen, De Veerboten, Nieuwsberichten, De Goudmijnen, Tovenaar & Heks, De Rovers, De Graancirkels.